# Matrice involutive
En algèbre linéaire, une matrice involutive est une matrice carrée qui est égale à sa propre matrice inverse, c’est-à-dire telle que {\displaystyle M^{-1}=M} et  {\displaystyle M^{2}=I} (matrice identité).